# Harold Woolley, Baron Woolley
Harold Woolley, Baron Woolley Kt CBE DL (* 6. Februar 1905; † 31. Juli 1986) war ein britischer Landwirt und Politiker, der 1967 als Life Peer aufgrund des Life Peerages Act 1958 Mitglied des House of Lords wurde.

## Leben
Woolley, der von Beruf Landwirt war, wurde 1960 Nachfolger von James Turner als Präsident des britischen Bauernverbandes (National Farmers Union) und bekleidete diese Funktion bis zu seiner Ablösung durch Sir Gwilym Williams. Während seiner Amtszeit als Vorsitzender kam es zur Verabschiedung mehrerer für die Landwirtschaft Großbritanniens bedeutender Gesetze: das Wasserhaushaltsgesetz 1963 (Water Resources Act 1963), das Sortenschutz- und Samengesetz 1964 (Plant Variety & Seeds Act) sowie das Gemeindelandregistrierungsgesetz 1965 (Commons Registration Act). Für seine Verdienste wurde er Commander des Order of the British Empire sowie Deputy Lieutenant.
Durch ein Letters Patent vom 18. Januar 1967 wurde Woolley, der zuvor bereits zum Knight Bachelor geschlagen worden war und seither den Namenszusatz „Sir“ trug, aufgrund des Life Peerages Act 1958 als Life Peer mit dem Titel Baron Woolley, of Hatton in the County Palatine of Cheshire. Seine Einführung (Introduction) als Mitglied des House of Lords erfolgte am 22. Februar 1967 durch James Turner, 1. Baron Netherthorpe und Richard Beeching, Baron Beeching. Dem Oberhaus gehörte er damit bis zu seinem Tod als Mitglied an.